# Jonás Fernández
Jonás Fernández Álvarez (Oviedo, 1979) es un político español y economista. Es Miembro de la Eurocámara desde 2014 dentro del Grupo de la Alianza Progresista de Socialistas y Demócratas. 

## Biografía
Nacido el 8 de enero de 1979 en Oviedo, es licenciado en Economía en la Universidad de Oviedo (1997–2001). Más tarde obtuvo un M.A. en Economía y Finanza de CEMFI-Banco de España (2002–2004) y un MBA Ejecutivo del IESE Business School (2010–2012).
Ha desarrollado su trayectoria profesional como abogado para el despacho Solchaga Recio & asociados (2005–2014) y también ha sido profesor asociado en la universidad Carlos III Universidad de Madrid (2007–2010).
Ha sido Secretario General de la Juventudes Socialistas de Oviedo. Fue incluido en la 14.ª posición de la lista del Partido Socialista Obrero Español (PSOE) para la elecciones al Parlamento Europeo de 2014, convirtiéndose en miembro de la Eurocámara. Integrante dentro de la Grupo de la Alianza Progresista de Socialistas y Demócratas (S&D),  es miembro del Comisión de Asuntos Económicos y Monetarios (ECON). También es miembro de la Delegación en la Comisión Parlamentaria de Estabilización y Asociación UE-Montenegro.
Se presenta de nuevo a las elecciones al Parlamento Europeo de 2019, 16.º en la lista de PSOE, renovando su escaño.
En julio de 2019, el grupo S&D de la Eurocámara eligió a Fernández como portavoz o coordinador del grupo en el Comité  ECON.

## Trabajos
- Jonás Fernández (2013). Una alternativa progresista. Barcelona: Ediciones Deusto.[10]
- Jonás Fernández Álvarez (2017). Crónicas Europeas. Madrid: Editorial Catarata.